# Al-Mustakfī
Abū l-Qāsim ʿAbdallāh ibn al-Muktafī (arabisch أبوالقاسم عبد الله بن المكتفي) mit dem Thronnamen al-Mustakfī bi-Llāh (المستكفي بالله / ‚der sich mit Gott Begnügende‘), war der zweiundzwanzigste Kalif der Abbasiden (944–946).
Unter al-Mustakfī dauerten die Kämpfe um die Regentenstellung unvermindert an. Die Finanzkrise der Kalifen, die Teuerungen und die Hungersnöte nahmen weiter zu. Als die Hamdaniden in Aserbaidschan und Syrien gebunden waren, gelang 945 den schiitischen Buyiden die Eroberung des Irak und die Besetzung von Bagdad. Als solche wurden sie Schutzherren der Kalifen und übernahmen die Regierung.
Der Kalif blieb nun allein religiöses Oberhaupt der sunnitischen Muslime. Al-Mustakfī wurde allerdings schon am 29. Januar 946 abgesetzt und geblendet, als er in Verdacht geriet, gegen die Interessen der Buyiden zu handeln. Als Nachfolger wurde al-Mutīʿ (946–974) eingesetzt.